# الشويخ
29°21′N 47°57′E / 29.350°N 47.950°E
الشويخ، هي منطقة ساحلية في مدينة الكويت في الكويت. تتألف من ثماني تجمعات سكنية. تحتوي الشويخ أيضًا على منطقة صناعية وميناء ومنطقة تجارية ومنطقة رعاية صحية ومنطقة تعليمية سميِّت نسبة إلى شويخ الرشيدي.
الشويخ هي منطقة صناعية وريفية جزئيًا. وهي تتميز بسوق الجمعة، وهو سوق مزدحم يقدم مجموعة متنوعة من السلع، بما في ذلك الأثاث والملابس والسلع الجديدة والمستعملة. بجوار سوق الجمعة يوجد سوق للحيوانات واجه انتقادات بسبب إساءة معاملة الحيوانات بشكل كبير من قبل البائعين. تشتهر الشويخ أيضًا بمينائها الذي يعد الأكثر حيوية في الكويت، حيث يضم محطة كهرباء ومحطة تحلية مياه تزود مدينة الكويت بأكملها.

## تقسم المنطقة إلى أربع اقسام
1. الشويخ السكنية وتعرف باسم الشويخ فقط
2. الشويخ الصناعية.
3. الشويخ التعليمية.
4. الشويخ الصحية.